# Pierella extincta
Pierella extincta är en fjärilsart som beskrevs av Gustav Weymer 1911. Pierella extincta ingår i släktet Pierella och familjen praktfjärilar. Inga underarter finns listade i Catalogue of Life.